# Archeoparco del Basileus
L'archeoparco del Basileus è un parco archeologico situato presso Baragiano (PZ), in località Toppo Sant'Antonio.
Il parco comprende un'area archeologica che ospita una tomba reale del VI secolo a.C., rinvenuta in località Santissima Concezione, la cui visita è proposta attraverso la dimensione ludica, con allestimenti scenografici, musiche di accompagnamento, enigmi e giochi, e un'area verde attrezzata.
L'antico centro abitato corrispondente all'odierna Baragiano si trovava su un pianoro tra due affluenti del fiume Platano, in posizione strategica tra i territori di diverse tribù lucane e alla confluenza di vie di traffico commerciali. Lungo le vallate fluviali si erano sviluppati i contatti con la costa ionica (Siris e Metaponto) e con le popolazioni greche ed etrusche della costa tirrenica.
Il re del locale popolo lucano dei Peuketiantes, venne seppellito con armi di tipo greco (elmo, scudo, spada e punta di lancia) e le ceramiche e il calderone del corredo funebre sono decorati con storie di Eracle, Dioniso e Teseo.
Il percorso di visita propone, accanto alle aree archeologiche, la ricostruzione di alcuni momenti della vita quotidiana lungo due secoli di storia lucana. L'allestimento si rivolge in primo luogo ai ragazzi delle scuole.